# Johann Georg Heyder
Johann Georg Heyder, von 1837 bis 1862 auch genannt Heyder-St. George, ab 1862 von Heyder (* 15. September 1812 in Frankfurt am Main; † 15. August 1888 ebenda) war ein Kaufmann und Politiker der Freien Stadt Frankfurt.

## Leben
Johann Georg war der älteste Sohn von Georg Friedrich Peter Heyder (1788‒1860), einem Sohn des Bankiers Johann Georg Heyder-Arledter (1748‒1809), und seiner Ehefrau Catharina Auguste geb. von Meyer, einer Tochter des Kaufmanns Johann Georg von Meyer (1765‒1835). Er verehelichte sich am 19. September 1837 mit Susanna Elisabeth Ida von St. George (1815‒1896) und nannte sich von da an Heyder-St. George. Am 24. September 1862 wurde er als von Heyder in den Kaiserlich österreichischen Adelsstand erhoben.
Heyder lebte als Kaufmann und Bankier in Frankfurt am Main. Zwischen 1837 und 1846 war er Miteigentümer der Firma „Heyder & Comp., Großer Kornmarkt, Wechsel, Kommission und Spedition“. Von 1847 bis 1885 war er Teilhaber des Bankhauses „Grunelius & Co.“. Von 1843 bis 1852 war er Mitglied und 1852 Subsenior (stellvertretender Vorsitzender) der Frankfurter Handelskammer. Daneben war er Vorsitzender des Börsenbau-Komitees, Mitglied des Reichsbank-Ausschusses, Vorsitzender der Phönix-Feuer-Versicherungsgesellschaft, Aufsichtsrat bei der Frankfurter Rückversicherungsgesellschaft, Aufsichtsratsvorsitzender bei der Darmstädter Bank für Handel und Industrie, der Bank für Süddeutschland, Mitglied im Verwaltungsrat der Degussa und der Süddeutsche Bodencreditbank München.
Er gehörte 1858 dem Gesetzgebenden Körper der Freien Stadt Frankfurt an. Daneben war er von 1845 bis 1855 Mitglied der Ständigen Bürgerrepräsentation der Freien Stadt Frankfurt. Nach der Annexion durch Preußen war er Mitglied der städtischen Kommission zur Regelung der Regressangelegenheit mit Preußen. Von 1867 bis 1872 war er Stadtverordneter.

## Nachweise
1. ↑  Eine Großmutter seiner Mutter (Anna Catharina (von) Meyer geb. Mühl) und eine Großmutter seines Vaters (Susanna Maria (von) Heyder geb. Mühl) waren Halbschwestern.
2. ↑  Schon sein Großvater Johann Georg war zwar als Arledter geboren, nannte sich jedoch Heyder(-Arledter) seit seiner Heirat 1779 mit Maria Christina von Heyder (1750‒1797). Vgl. die Ahnentafel. Eine Vorfahrenlinie von Maria Christina ging auf den Ulmer Bürgermeister Otto Besserer (1338‒1358) zurück, von dem auch der Kaiser Wilhelm II. abstammte (Frankfurter Blätter usw. 5. Jg., 1912, S. 155 f.).
3. ↑  Das Wappen, das ihm verliehen wurde, war dem Wappen seiner großmütterlichen Familie nachempfunden (Frankfurter Blätter usw. Beilage).

| Personendaten    | Personendaten                                             |
| ---------------- | --------------------------------------------------------- |
| NAME             | Heyder, Johann Georg                                      |
| ALTERNATIVNAMEN  | Heyder-St. George, Johann Georg; Heyder, Johann Georg von |
| KURZBESCHREIBUNG | Kaufmann und Politiker der Freien Stadt Frankfurt         |
| GEBURTSDATUM     | 15. September 1812                                        |
| GEBURTSORT       | Frankfurt am Main                                         |
| STERBEDATUM      | 15. August 1888                                           |
| STERBEORT        | Frankfurt am Main                                         |